# Aliger gigas
Aliger gigas, popularmente conhecida como concha-rainha (BRA), estrombo-rosa ou raínha-das-conchas (POR), é uma espécie muito grande de caramujo marinho comestível, um molusco gastrópode pertencente à famíla Strombidae. Trata-se de um dos maiores gastrópodes da porção oeste da zona do Atlântico Tropical, cuja distribuição se estende de Bermudas ao Brasil. Nos diversos países onde ocorre, é também conhecido por outros nomes populares, como caracol rosado, cobo, botuto, guarura, e lambi; recebendo, em inglês, as denominações de queen conch ou pink conch.
Este grande gastrópode herbívoro vive em fundo bentônico, em meio a leitos de ervas marinhas, embora seu habitat exato possa variar com os diferentes estágios de seu desenvolvimento. O animal adulto possui uma concha grande e pesada, com uma característica abertura de coloração rosada e um lábio externo bastante expandido, ausente em espécimes juvenis. Sua anatomia externa assemelha-se à de outros caramujos da mesma família; apresenta um focinho longo, dois pedúnculos oculares dotados de tentáculos sensoriais menores, um pé forte e um opérculo córneo, em formato de foice.
Aliger gigas possui alguns comensais, incluindo outros gastrópodes, caranguejos e peixes, e entre os seus parasitas encontram-se os coccídeos. Os predadores da concha-rainha são outros moluscos, estrelas-do-mar, crustáceos e vertebrados (peixes, tartarugas marinhas e humanos). Sua carne é consumida por humanos e empregada em uma miríade de receitas, em pratos que variam desde saladas a porções fritas. A concha, por sua vez, é comercializada como souvenir ou como objeto decorativo. Foi também utilizada por nativos americanos e por antigos povos caribenhos para a fabricação de utensílios.
A concha-rainha está protegida pela Convenção sobre o Comércio Internacional das Espécies da Fauna e da Flora Silvestres Ameaçadas de Extinção (CITES). Tal espécie ainda não está verdadeiramente ameaçada em todo o Mar do Caribe, mas corre perigo em muitas outras áreas. A ameaça deve-se, em grande parte, à coleta exacerbada deste animal, pois sua carne é uma fonte de alimento importante para os humanos. Os regulamentos da CITES estão voltados para a interrupção da exportação de carne de Aliger gigas nos países caribenhos onde é encontrado, bem como a exploração comercial de sua concha como objeto de decoração. Ambos tipos de comércio eram tão intensos no passado que representavam uma ameaça muito séria à sobrevivência da espécie.

## Etimologia e taxonomia
O nome científico da espécie tem origem na língua grega γίγας (transliterado: gigas), que significa "gigante", em provável alusão ao tamanho corpóreo excepcionalmente grande do animal. Esta espécie foi primeiramente descrita por Linnaeus, em 1758, como Strombus gigas, em seu Systema Naturae, porém os Strombidae foram submetidos a uma ampla revisão taxonômica recentemente, e alguns subgêneros, incluindo Eustrombus, foram elevados ao nível de gênero por alguns autores. Petuch (2004) e Petuch e Roberts (2007) recombinaram esta espécie como Eustrombus gigas e Landau et al. (2008) a recombinaram como Lobatus gigas. Posteriormente esta e a espécie Lobatus gallus foram transferidas para Aliger, por Maxwell et al, no artigo científico "Towards Resolving the American and West African Strombidae (Mollusca: Gastropoda: Neostromboidae) Using Integrated Taxonomy"; publicado em The Festivus. 52(1), páginas 3-38, em fevereiro de 2020.
Tendo em vista a ausência do material utilizado por Linnaeus em sua descrição original, o neótipo desta espécie foi designado por Clench e Abbott em 1941. Não se tratava de um espécime real, mas sim uma figura do livro Recreatio mentis, et occuli escrito pelo estudioso italiano Filippo Buonanni e publicado em 1684. Entretanto, em 1953, o malacólogo Nils Hjamar Odhner vasculhou a coleção Lineana da Universidade de Uppsala, na Suécia, e descobriu a concha original que Linnaeus utilizou em sua descrição, o que invalidou o neótipo designado por Clench e Abbott. Atualmente, o tipo encontra-se depositado na coleção desta instituição. Linnaeus nunca definiu qualquer localidade-tipo específica em sua descrição original, citando apenas "America" como uma referência.

## Análise taxonômica das espécies do Atlântico e Pacífico Oriental
Durante o século XX no gênero Strombus, análises posteriores do início do século XXI concluíram que Lobatus seria o primeiro táxon disponível para a inclusão de um grupo de grandes e pesados Strombidae do oeste do Atlântico e leste do Pacífico, que excetuavam as espécies Strombus pugilis, Strombus alatus e Strombus gracilior. Tal situação fora mantida até o ano de 2020, envolvendo cinco espécies, quando uma minuciosa análise taxonômica por Maxwell et al., "Towards Resolving the American and West African Strombidae (Mollusca: Gastropoda: Neostromboidae) Using Integrated Taxonomy", definiu as espécies extantes do leste do Pacífico até o oeste da costa africana sob a seguinte nomeclatura:
Gênero Aliger Thiele, 1929
Espécie Aliger gallus (Linnaeus, 1758) - Sin. Lobatus gallus
Espécie Aliger gigas (Linnaeus, 1758) - Sin. Lobatus gigas
Gênero Lobatus [Swainson], 1837
Espécie Lobatus peruvianus (Swainson, 1823)
Espécie Lobatus raninus (Gmelin, 1791)
Gênero Macrostrombus Petuch, 1994
Espécie Macrostrombus costatus (Gmelin, 1791) - Sin. Lobatus costatus
Gênero Persististrombus Kronenberg & H. G. Lee, 2007
Espécie Persististrombus granulatus (Swainson, 1822)
Gênero Strombus Linnaeus, 1758
Espécie Strombus alatus Gmelin, 1791
Espécie Strombus gracilior G. B. Sowerby I, 1825
Espécie Strombus pugilis Linnaeus, 1758
Gênero Thetystrombus Dekkers, 2008
Espécie Thetystrombus latus (Gmelin, 1791)
Gênero Titanostrombus Petuch, 1994
Espécie Titanostrombus galeatus (Swainson, 1823) - Sin. Lobatus galeatus
Espécie Titanostrombus goliath (Schröter, 1805) - Sin. Lobatus goliath

## Anatomia

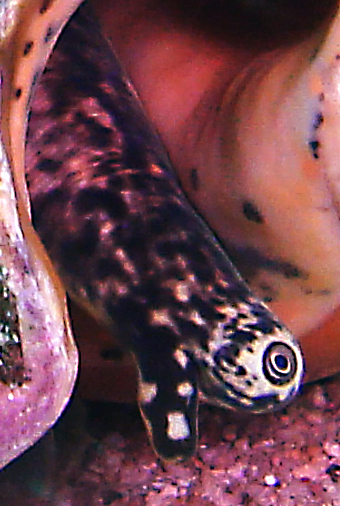
Um dos olhos de A. gigas, na extremidade do pedúnculo ocular. Há também um tentáculo sensorial menor, que se origina do pedúnculo.

Muitos detalhes da anatomia de Aliger gigas não eram bem conhecidos até 1965, quando o zoólogo americano Colin Little publicou um estudo geral sobre o assunto. Detalhes anatômicos foram recentemente descritos por Simone (2005). Aliger gigas possui um focinho longo e bastante extensível, que contém uma rádula do tipo tenioglossa em seu interior. Dois pedúnculos oculares (também denominados omatóforos) projetam-se de sua base, e cada um deles contém um olho grande e bem desenvolvido com íris amarelada e pupila negra, e também um tentáculo sensorial menor que se origina próximo de sua extremidade anterior. Os olhos de Aliger gigas têm a capacidade de regenerar-se completamente caso a extremidade do pedúnculo seja amputada. Tanto o focinho quanto os pedúnculos oculares apresentam manchas de coloração escura nas áreas comumente expostas. O manto apresenta coloração mais escura na parte anterior, tornado-se mais clara posteriormente. Sua margem frequentemente possui coloração alaranjada, bem como o sifão, que também pode ter uma tonalidade amarelada. Várias estruturas são facilmente distinguíveis externamente quando o animal é removido da concha, como o rim, a glândula nefridial, o pericárdio, as glândulas genitais, o estômago, o saco do estilete e a glândula digestiva.
Aliger gigas tem um pé grande e forte, de coloração escura na base, tornando-se mais esbranquiçada em direção à massa visceral. A base da extremidade anterior do pé apresenta um sulco distinto, que contém a abertura da glândula pediosa. Afixado à extremidade posterior do pé, por cerca de um terço de seu comprimento, está o opérculo córneo com formato de foice ou garra, de coloração marrom escura, e que possui uma costela central conferindo-lhe um reforço estrutural. A base dos dois terços posteriores do pé do animal é arredondada, e apenas o primeiro terço é aplicado ao substrato durante a locomoção. O músculo columelar tem coloração esbranquiçada, e permanece aderido à columela (o pilar central da concha univalve, ao redor do qual as espiras são constituídas). A contração vigorosa desse músculo permite ao animal retrair-se para o interior da concha, em resposta a estímulos indesejados.

### Descrição da concha

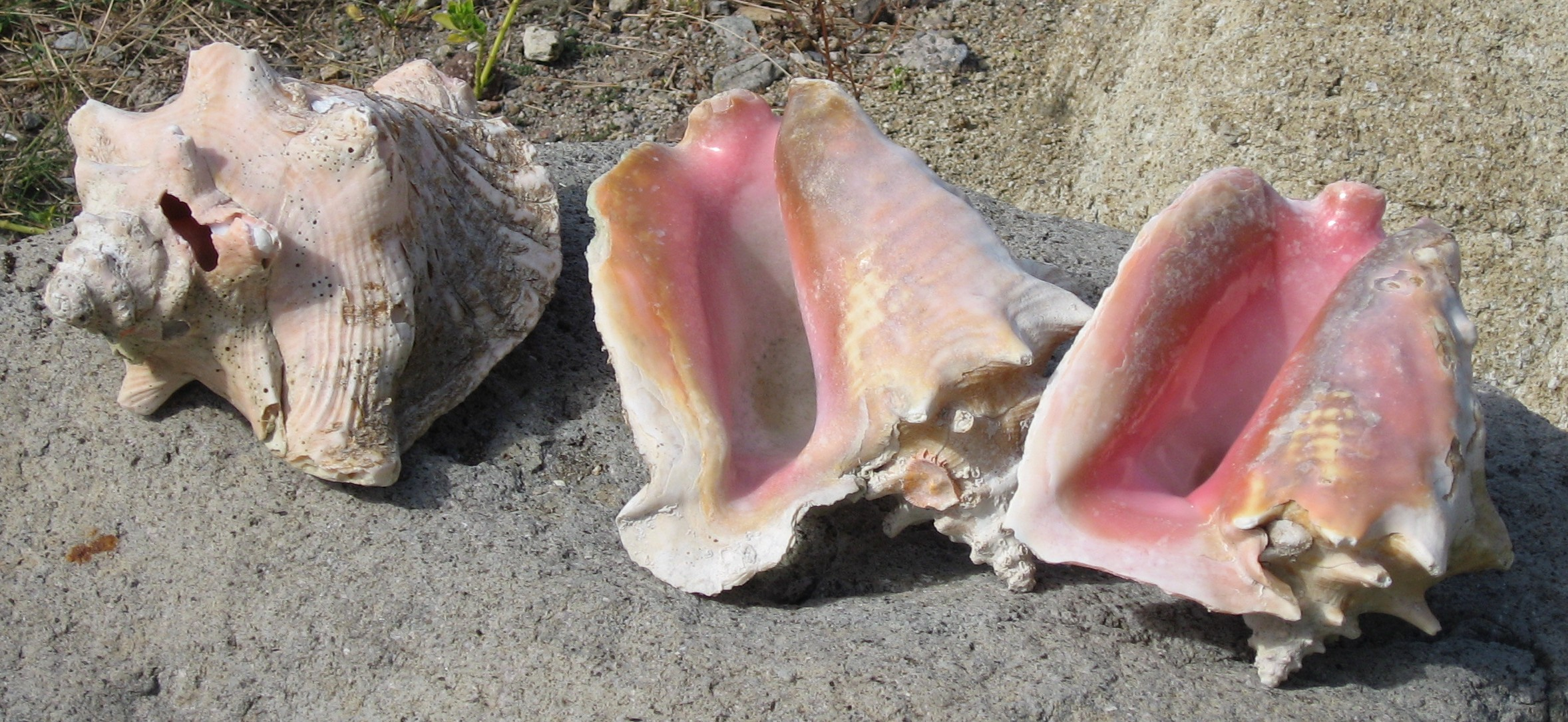
Algumas conchas de A. gigas em Fort Napoleón, Guadalupe.

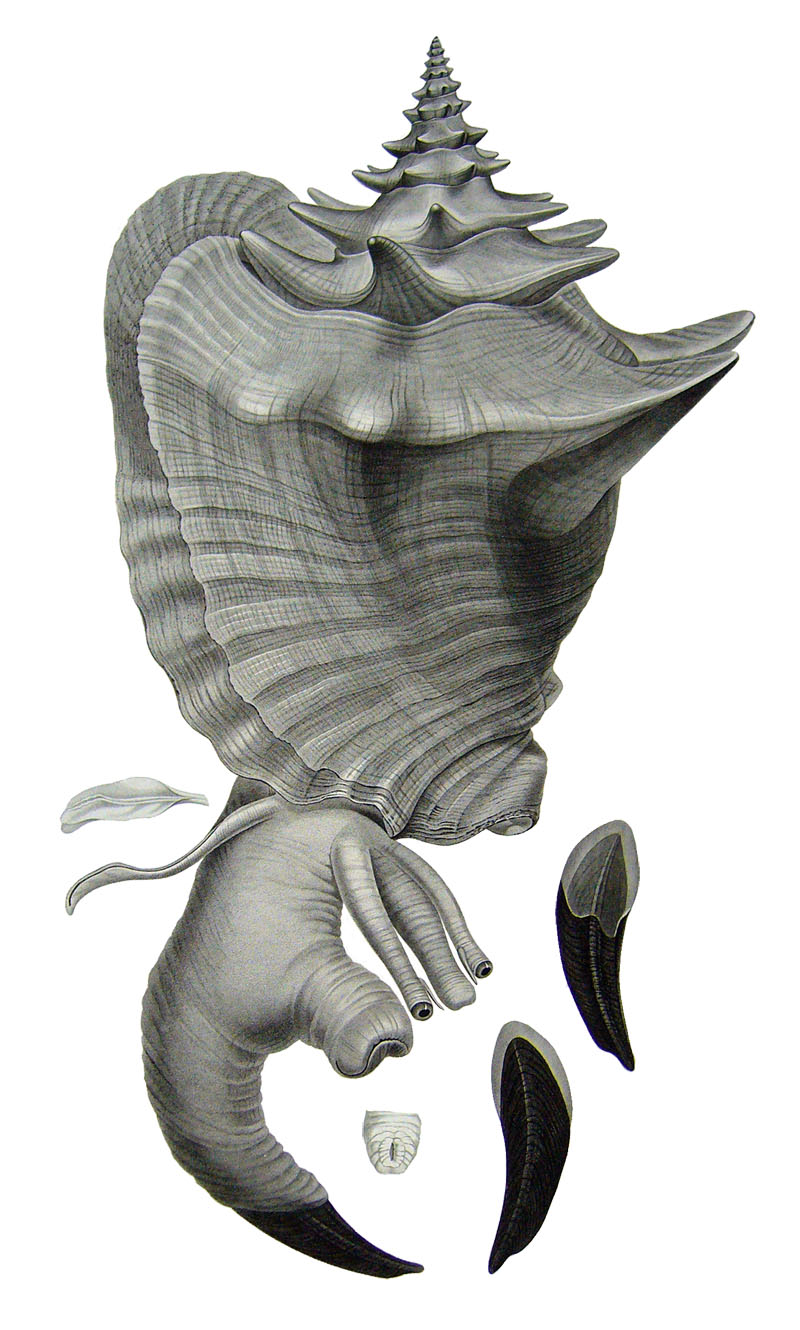
Uma ilustração de A. gigas por Duclos em Chenu, 1844, mostrando as partes moles e o opérculo, em detalhe.

A concha adulta de Aliger gigas tem de 15–31 cm de comprimento, sendo o tamanho máximo já reportado de 35.2 cm. É bastante sólida e pesada, apresentando de nove a dez voltas e um lábio externo bastante desenvolvido e estendido. Uma fenda em forma de "U", presente no lábio externo à direita do canal sifonal da concha de um espécime dextrógiro adulto (denominado "stromboid notch" em inglês, ou "reentrância estromboide" em português), é característica da família Strombidae e facilmente distinguível nesta espécie. No animal vivo, um dos pedúnculos oculares se protrai através dessa fenda.
A espira (porção mais posterior da concha em espiral que compreende todas as voltas, com exceção da última, que é conhecida como volta do corpo) da concha é usualmente mais alta, isto é, alongada do que a de outras espécies da família Strombidae. As extremidades da abertura da concha adulta são coloridas em tons de cor-de-rosa mais ou menos suave, a depender do indivíduo, podendo apresentar também uma coloração mais avermelhada, ou ainda uma tonalidade creme ou amarelada. O perióstraco (camada mais externa da concha, similar a uma película de espessura variável, composta unicamente de material orgânico) é bastante fino, com cor bronze suave.
Diferentemente do que ocorre com os animais adultos, as conchas de indivíduos juvenis têm uma coloração malhada de marrom e branco, e não possuem o lábio externo estendido ou espessado. Na Flórida, os juvenis são conhecidos como rollers ("roladores", em inglês), pois a ação das ondas facilmente os deslocam, fazendo rolar suas conchas. Todavia, é muito difícil que o mesmo se aplique a indivíduos adultos, que são muito maiores, mais pesados e estáveis. O lábio externo da concha tende a se estender e espessar com a idade do animal.
As condições ambientais, como localização geográfica, disponibilidade de alimento e temperatura, e outros fatores externos, como ação de predadores, podem influenciar de maneira considerável a morfologia da concha de Aliger gigas. Os indivíduos juvenis da espécie desenvolvem conchas mais espessas quando expostos à ação de predadores, se comparados a indivíduos não-expostos. Também desenvolvem conchas mais largas e grossas, com espira adornada por espinhos menos protuberantes, conforme aumenta a profundidade em que vivem.
Desenhos da obra Index Testarum Conchyliorum, publicada em 1742 pelo médico e malacólogo italiano Niccolò Gualtieri, e do Manual of Conchology, publicado em 1885 pelo malacólogo americano George Washington Tryon, ilustram a morfologia de conchas em estado adulto e juvenil de Aliger gigas, sob diferentes perspectivas. As ilustrações não-coloridas mostram a vista apical (note a espira alongada, no centro do desenho), ventral (note a fenda dos Strombus próxima ao canal sifonal, no topo do desenho) e dorsal de uma concha completamente desenvolvida. Nessas ilustrações, o lábio externo expandido e espessado com formato alado é marcante. O desenho colorido representa uma concha em estágio juvenil, com seu padrão típico de coloração (note a ausência da expansão do lábio externo na última volta da concha, conferindo um contorno muito mais cônico ao espécime representado):

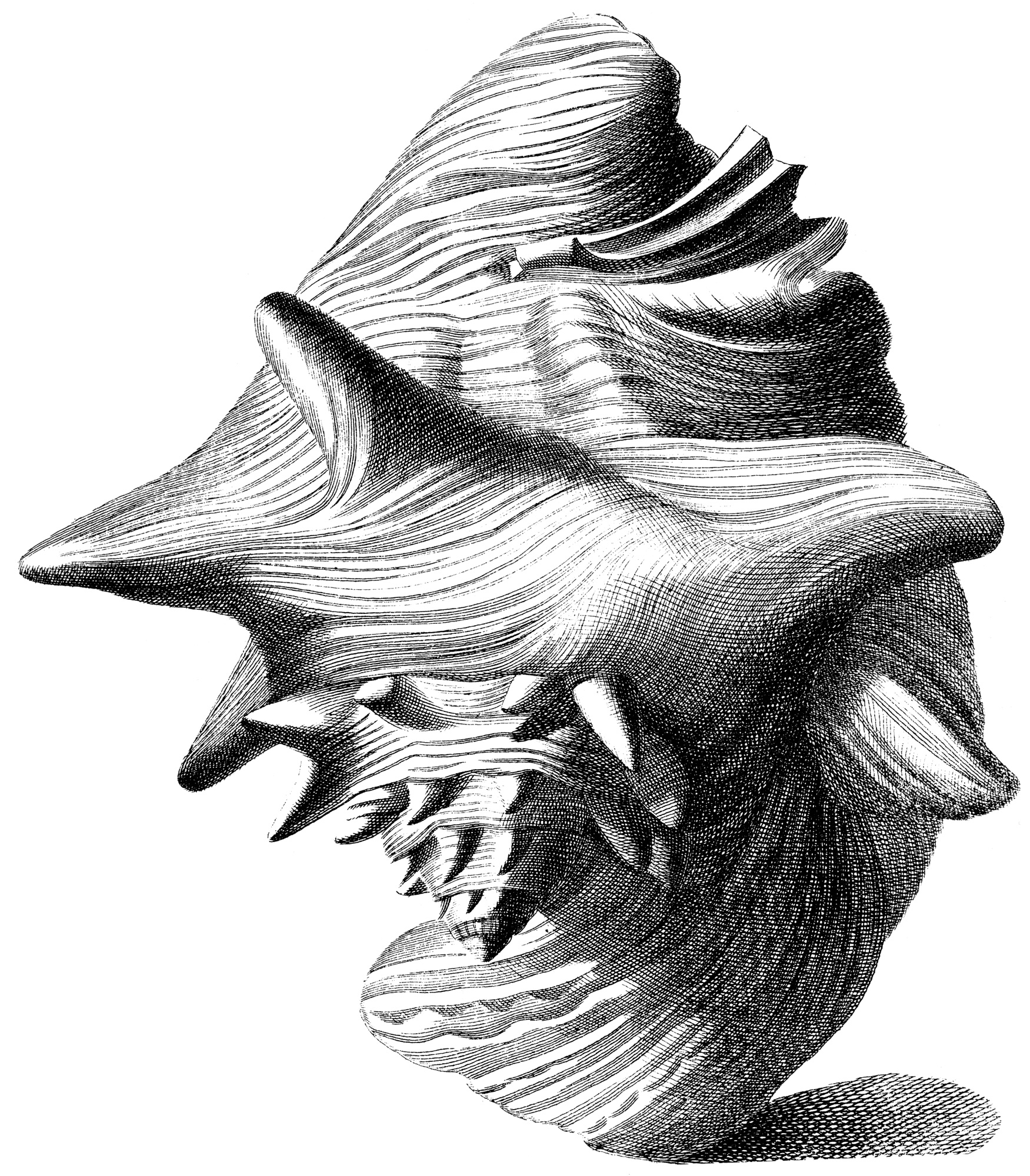
Concha adulta, vista dorsal.
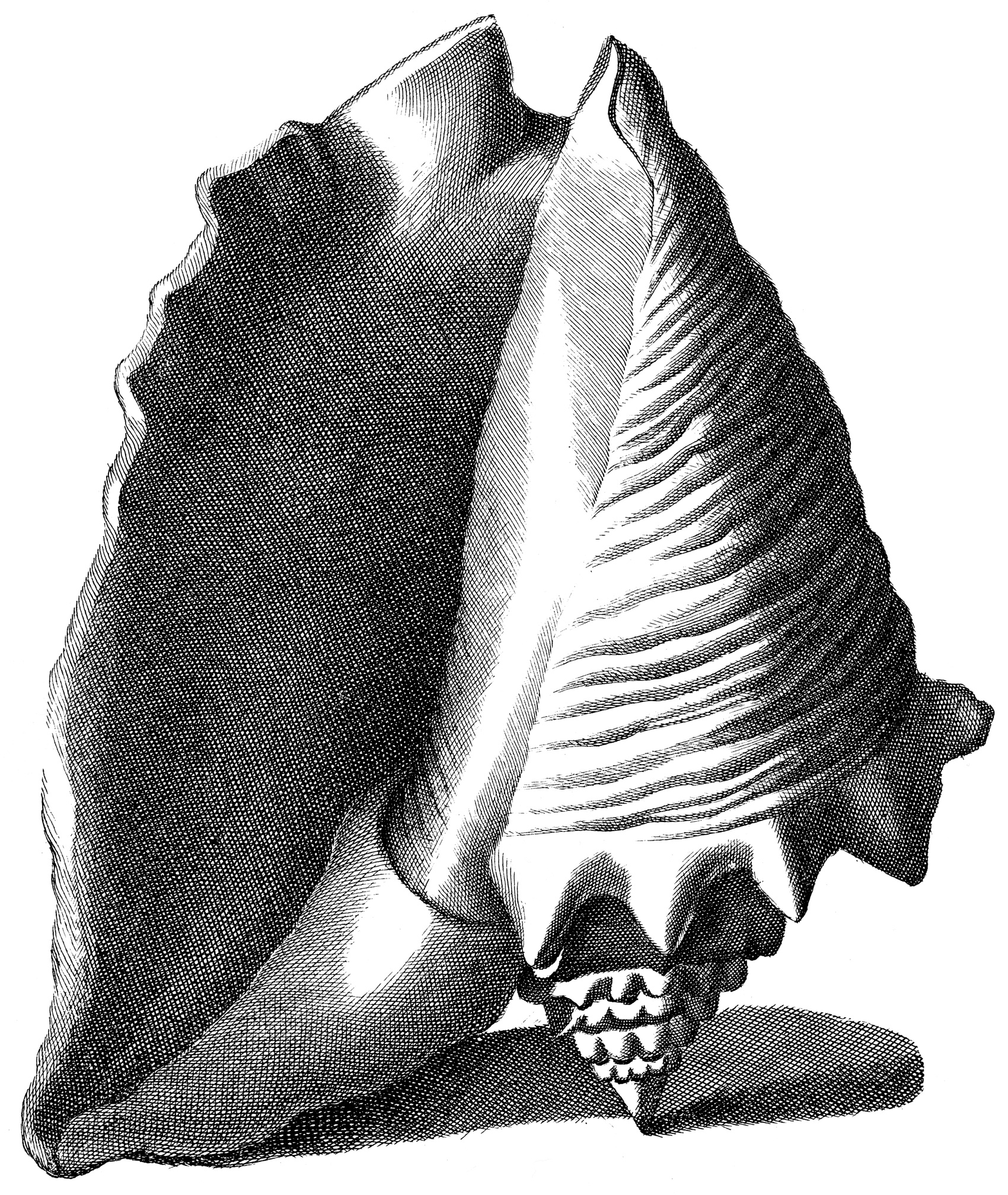
Concha adulta, vista ventral.
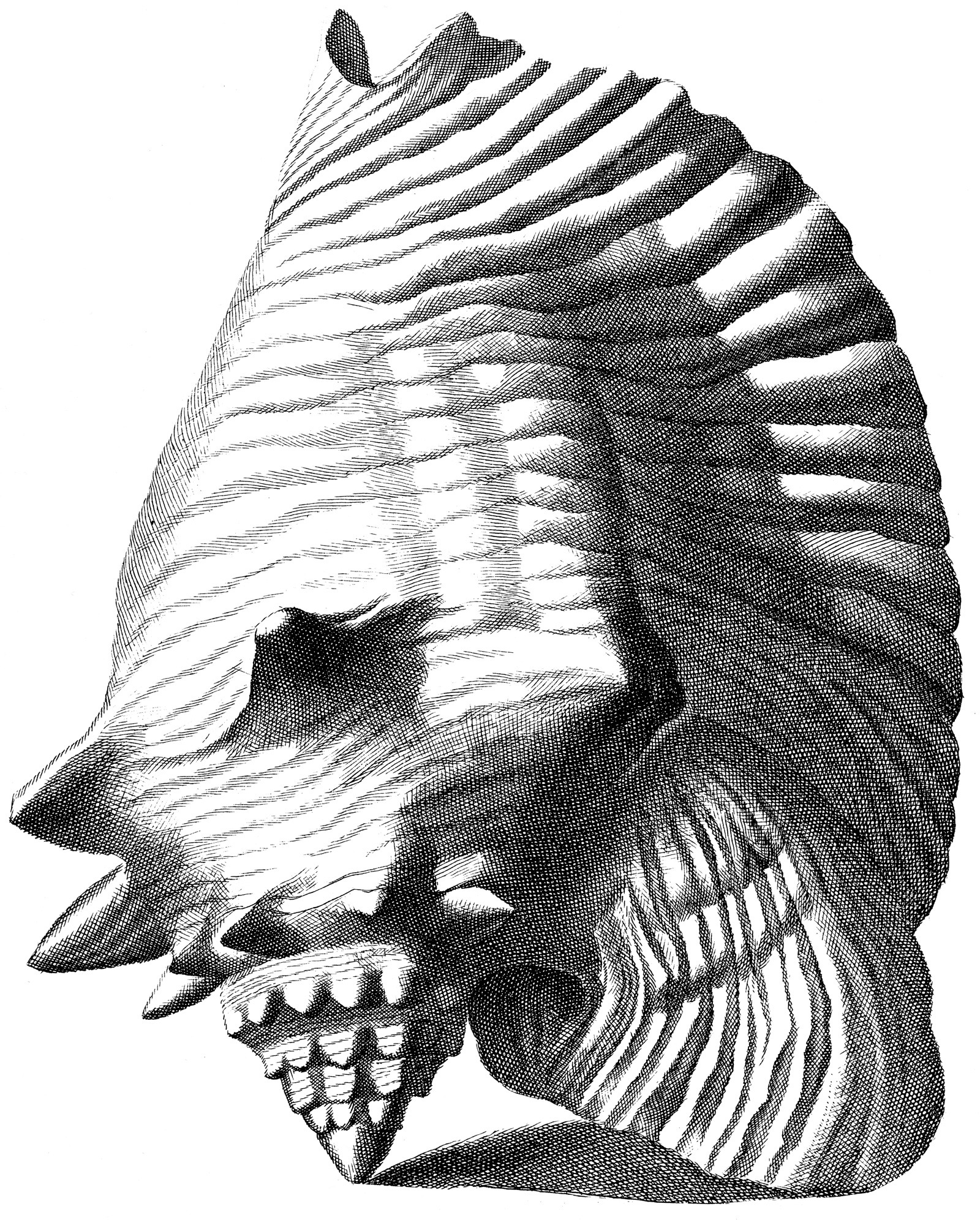
Concha adulta, vista dorsal.
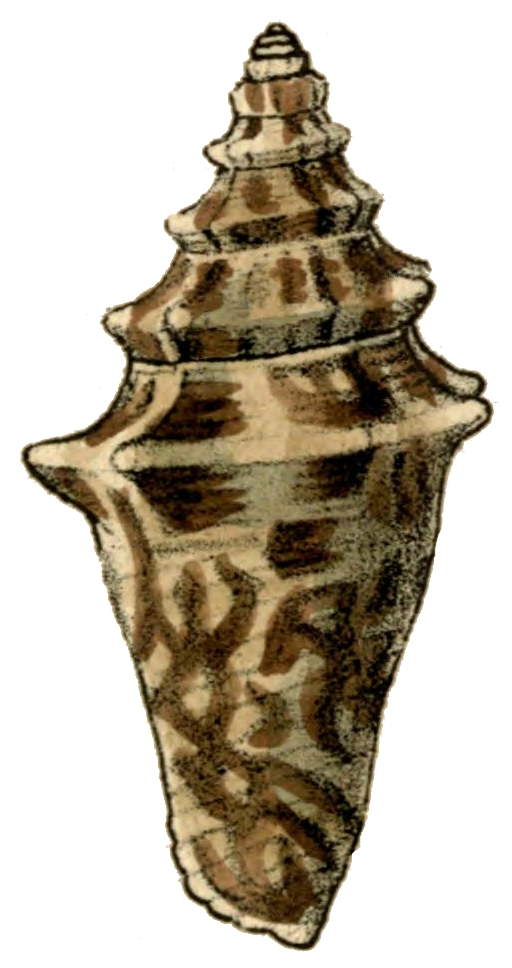
Concha juvenil (roller), vista dorsal.

## Comportamento
A concha-rainha utiliza um método bastante peculiar para locomover-se. Esta série de manobras intrincada e curiosa foi originalmente descrita pelo zoólogo americano George Howard Parker em 1922. Inicialmente, o animal fixa a extremidade posterior do pé ao substrato, fincando nele o opérculo pontiagudo. Então, estende o pé anteriormente, levantando e projetando a concha adiante no chamado "movimento de salto", muito similar a um saltador com vara. O movimento de salto torna Aliger gigas um bom escalador de superfícies verticais de substrato resistente, e pode auxiliar o animal a inibir seus predadores, impedindo que os traços químicos por ele deixados no substrato sejam rastreados.

## A espécie e o ecossistema

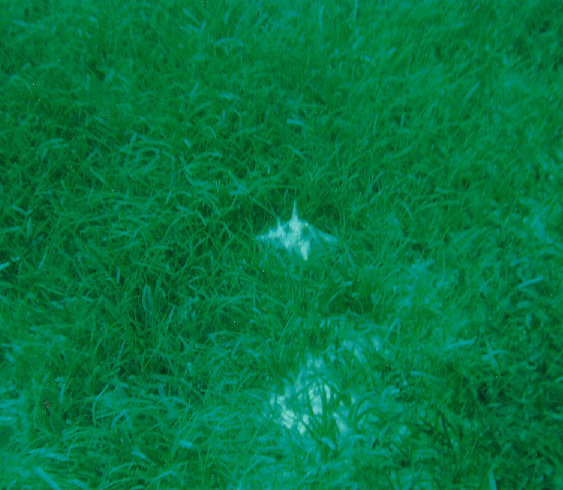
Um indivíduo subadulto de A. gigas em um leito de ervas marinhas em Rice Bay, Ilha de São Salvador, Bahamas.

### Distribuição e habitat
Aliger gigas é nativo da América do Norte e Central. Vive em bentos da zona tropical caribenha, que inclui: México, sul da Flórida, as Bahamas e Bermuda, ao norte, em profundidades variando de 0,3 m a 18 m. Localidades onde a concha-rainha pode ser encontrada incluem:
Aruba, nas Ilhas ABC; Barbados; Bimini, Ilha Cat, Eleuthera, Inagua e San Salvador em Bahamas; Belize; Bermuda; Brasil (contestado por alguns autores); Costa Rica, República Dominicana e Panamá; Ilhas Swan em Honduras; Jamaica; Martinica; Alacrán, Campeche, Cayos Arcas e Quintana Roo, no México; Porto Rico; São Bartolomeu; Mustique e Granada, nas Granadinas; Pinar del Río, Havana, Matanzas, Villa Clara, Cienfuegos, Holguín, Santiago de Cuba e Guantanamo, nas Ilhas Turks e Caicos e Cuba; Carolina do Sul, Florida e Flower Garden Banks, Texas, nos Estados Unidos; Carabobo, Falcon, Golfo da Venezuela, Arquipélago de Los Roques, Los Testigos e Sucre, na Venezuela, e St. Croix, nas Ilhas Virgens.

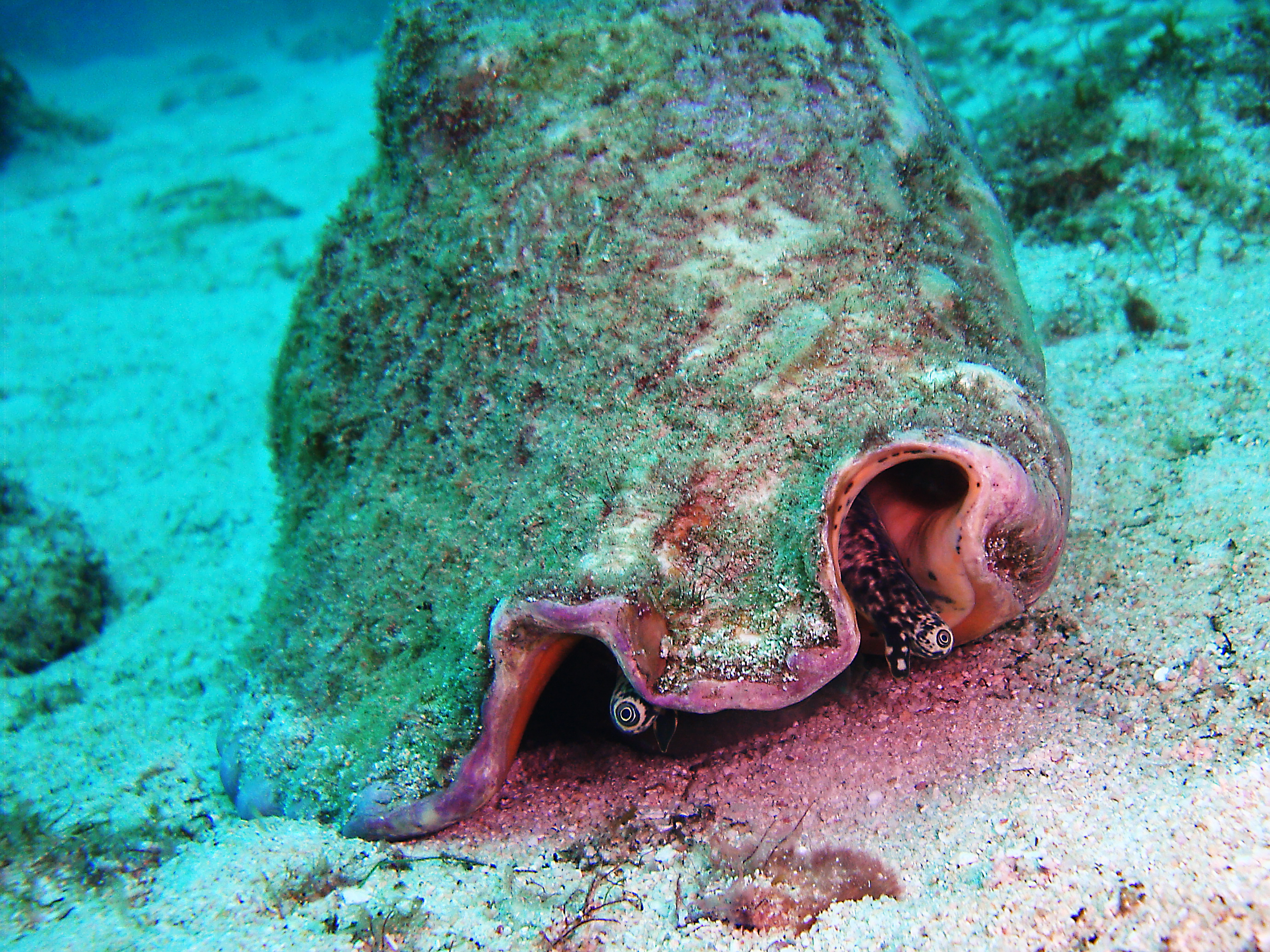
Em seu habitat, a concha de A. gigas normalmente encontra-se coberta por perifíton. Nesta imagem, o pedúnculo ocular à esquerda está protraído através da "fenda dos Strombus", enquanto o pedúnculo à direita está protraído através do canal sifonal.

Este grande caramujo vive em prados de ervas marinhas e substrato areno-lodoso, comumente associado a espécies dos gêneros Cymodocea, Thalassia e Syringodium.
Indivíduos juvenis são avistados em prados de algas em águas rasas, bastante diferentes daqueles em que normalmente se localizam os adultos. Os habitats utilizados como berçários pelos indivíduos juvenis são definidos por uma série de fatores combinados, características intrínsecas do ambiente e processos ecológicos, que, juntos, proporcionam altas taxas de recrutamento e sobrevivência. Aliger gigas é frequentemente encontrado em agregados distintos que podem conter vários milhares de indivíduos cada. O seu acasalamento, para ter sucesso, precisa ter 50 conchas, ou mais, desovando de uma vez.

### Ciclo de vida
Aliger gigas é dioico e a fertilização ocorre internamente. As fêmeas são normalmente maiores que os machos em populações naturais, e ambos os sexos estão presentes em proporção similar. Após a fertilização, as fêmeas depositam os ovos em cordões gelatinosos que podem alcançar um comprimento aproximado de até 23 m, sobre a areia ou algas. O cordão pode enrolar-se sobre si aglutinando-se, constituindo uma massa de ovos compacta. Cada massa de ovos pode ter sido fertilizada por múltiplos machos, e o número de ovos por massa pode variar bastante, dependendo das condições ambientais, como disponibilidade de alimento ou variações de temperatura. Usualmente, as fêmeas produzem em torno de oito a nove massas de ovos por temporada e cada uma delas pode conter de 180 000 a 460 000 ovos, embora a cifra de até 750 000 ovos possa ser alcançada sob certas condições. As fêmeas de Aliger gigas podem procriar várias vezes por temporada reprodutiva, que dura de março a outubro, com picos de atividade entre julho e setembro. Após a eclosão, as larvas véliger (uma forma larval comum a vários gastrópodes e bivalves marinhos) bilobuladas emergem para passar vários dias desenvolvendo-se em meio ao plancton, alimentando-se primariamente de fitoplâncton. A metamorfose ocorre em cerca de dezesseis a quarenta dias a partir da eclosão, quando a protoconcha (a concha embrionária) está a alcançar uma altura de 1,2 mm. Após a metamorfose, os indivíduos de Aliger gigas passam o restante de suas vidas na zona bentônica, sobre a superfície do sedimento, normalmente permanecendo enterrados durante o primeiro ano de vida.
Aliger gigas atinge a maturidade sexual na idade aproximada de três a quatro anos, com um comprimento de concha de aproximados 180 mm e pesando até 2,27 kg. Corriqueiramente, cada indivíduo pode viver por até sete anos. Em águas profundas, podem viver até vinte ou trinta anos. Estimativas de longevidade, em alguns casos, alcançam quarenta anos. Acredita-se que a taxa de mortalidade tende a ser menor em indivíduos mais velhos, graças a sua concha mais espessa. Estimativas demonstram que a taxa de mortalidade de Aliger gigas diminui em proporção inversa ao tamanho do animal, mas pode variar também com o habitat, e outros fatores.

### Hábitos alimentares
Os gastrópodes estrombídeos foram amplamente aceitos como carnívoros por diversos autores no século XIX, conceito que perdurou até a primeira metade do século XX. Essa ideia errônea originou-se nos escritos de Jean-Baptiste Lamarck, que agrupou os estrombídeos com outros caracóis supostamente carnívoros. Esta ideia foi posteriormente repetida por outros autores, mas não foi apoiada por observações. Estudos subsequentes refutaram o conceito equivocado, provando sem dúvida que os gastrópodes estrombídeos são animais herbívoros. A concha-rainha é um animal herbívoro como os demais Strombidae, alimentando-se de ervas marinhas, macroalgas (incluindo a espécie  Sphaerococcus confervoides), e ocasionalmente detritos. A macroalga verde Batophora oerstedii é notavelmente um de seus alimentos prediletos.

### Relações interespecíficas

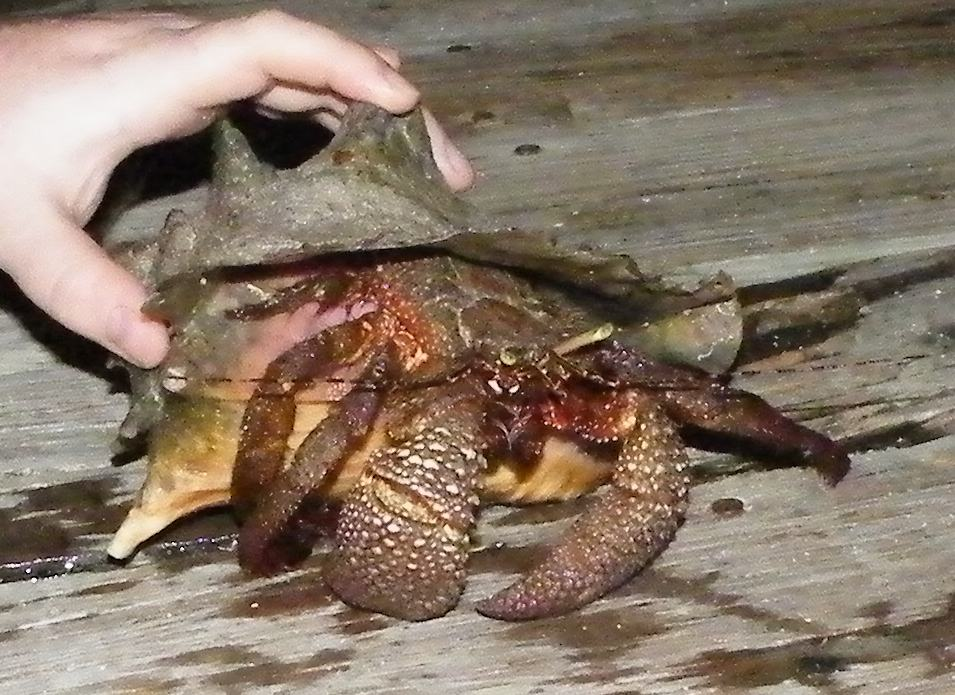
O bernardo-eremita Petrochirus diogenes, no interior de uma concha de A. gigas.

Diversas espécies de animais são comensais de Aliger gigas, o que significa que ambos os organismos mantêm uma relação onde um indivíduo se beneficia (o comensal) e o outro não obtém qualquer vantagem (neste caso, a concha-rainha). Entre os moluscos, são principalmente as espécies do gênero Crepidula. O crustáceo decápode Porcellana sayana é também um de seus comensais, e um pequeno peixe cardinal, conhecido como peixe-caramujo (Astrapogon stellatus), por vezes aloja-se no manto de Aliger gigas para proteger-se, não trazendo-lhe qualquer benefício aparente. Esta espécie de caramujo é frequentemente parasitada por coccídeos pertencentes ao filo Apicomplexa. Estes microorganismos unicelulares alojam-se inicialmente em células vacuoladas das glândulas digestivas do hospedeiro, onde se reproduzem livremente. A infestação pode então proceder para as células secretoras do mesmo órgão, e o ciclo de vida completo do parasita provavelmente ocorrerá no mesmo hospedeiro e tecido.
Aliger gigas é presa de diversas espécies de moluscos gastrópodes carnívoros, como o múrice-pomo (Murex pomum), o caramujo Turbinella angulata, os caramujos-lua Natica spp. e Polinices spp., o múrice Murex margaritensis, o trompete-de-tritão (Charonia variegata), e o caramujo-tulipa (Fasciolaria tulipa). Vários crustáceos são predadores conhecidos da concha-rainha, como o siri-azul (Callinectes sapidus), o caranguejo Calappa gallus, o ermitão Petrochirus diogenes, a lagosta Panulirus argus, e muitas outras espécies. Aliger gigas é também presa de equinodermos, como a estrela-do-mar Oreaster reticulatus, e de vários vertebrados, incluindo peixes como o Trachinotus falcatus e o baiacu Diodon hystrix, as tartarugas marinhas Caretta caretta e os humanos.

## Uso humano

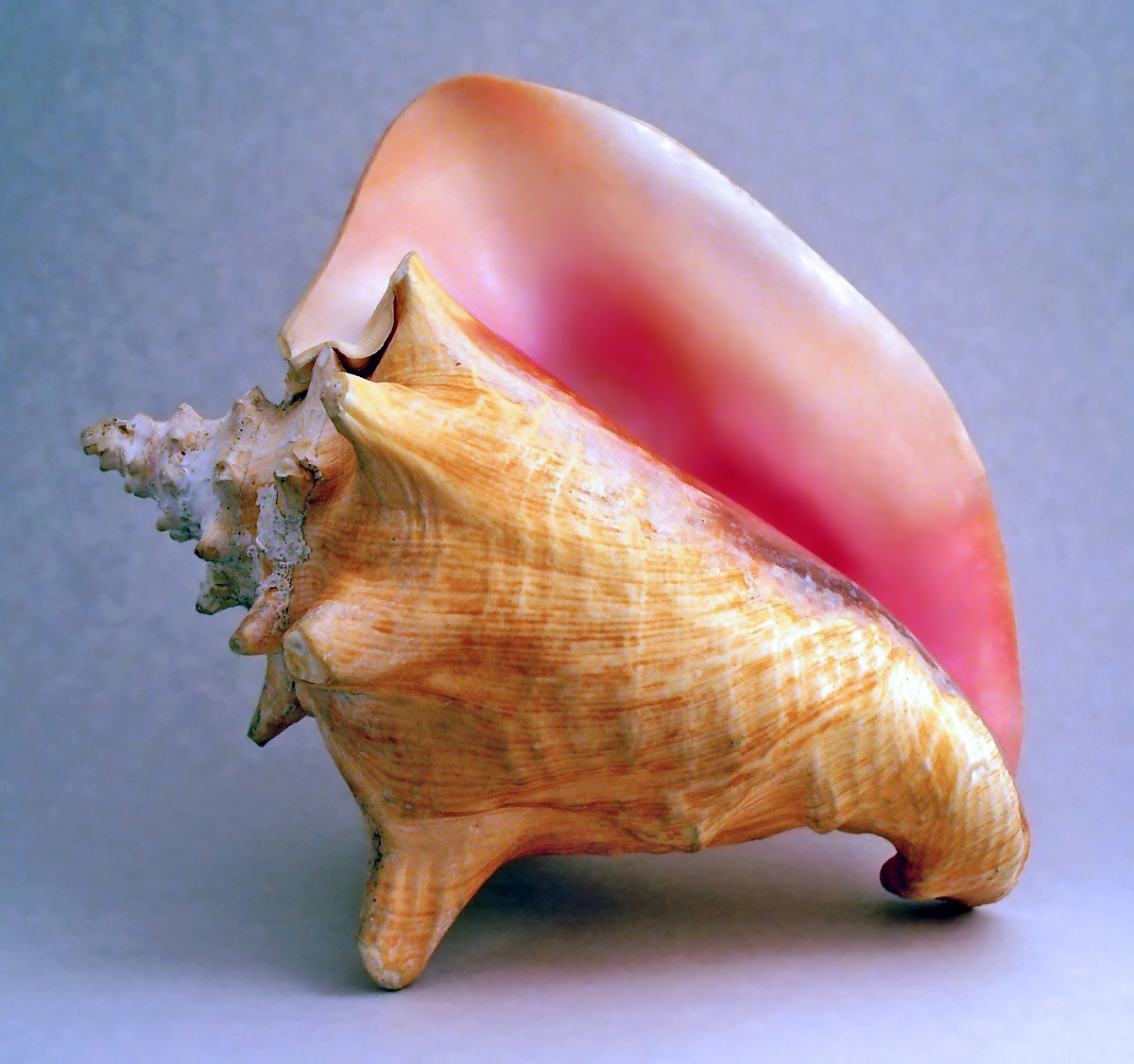
Objeto decorativo: o lábio externo desta concha de A. gigas foi cortado e lixado para conferir-lhe uma aparência comercial.

### Histórico
As conchas de Aliger gigas foram usadas por nativos americanos e caribenhos de várias formas. Tribos do sul da Flórida (como o Tequesta), e os povos Carib, Aruaque e Taíno usavam conchas para fabricar ferramentas (como facas, cabeças de machado e formões), joias, utensílios de cozinha e as usavam como chifres de sopro. Na história mesoamericana, os astecas usavam a concha como parte de mosaicos de jóias, como a serpente de duas cabeças. Os astecas também acreditavam que o som de trombetas feitas de Aliger gigas representava uma manifestação divina e as usavam em cerimônias religiosas. Na região central do México, durante as cerimônias de chuva dedicadas ao deus Tlaloc, os maias usavam conchas como protetores de mãos (de maneira similar às luvas de boxe) durante o combate. Amontoados antigos de conchas de Aliger gigas, danificadas com buracos redondos, são considerados uma evidência de que os índios lucaios pré-colombianos, nas Bahamas, usaram essa espécie como fonte de alimento.
Trazida por exploradores, as conchas de Aliger gigas rapidamente se tornaram um recurso popular no início da Europa moderna. No final do século XVII, elas foram amplamente utilizadas como decoração sobre cornijas de lareira e jardins ingleses, entre outros lugares. Na contemporaneidade, as conchas de rainha são utilizadas principalmente no artesanato. Conchas são manufaturadas em camafeus, pulseiras e lâmpadas, e tradicionalmente como decoração por famílias de homens do mar.

### Como alimento
A carne deste caramujo é tradicionalmente uma parte importante da dieta em muitas ilhas das Antilhas. É consumida crua, marinada, picada ou fatiada em uma ampla variedade de receitas, como saladas, ensopados, frituras e patês, além de outras receitas locais. Nas regiões de língua espanhola, como na República Dominicana, por exemplo, a carne de Aliger gigas é conhecida como lambí. A coleta não-sustentável de caramujos é uma ameaça e tem gerado uma preocupação crescente com a diminuição de suas populações. A carne da concha-rainha é usada principalmente para consumo humano, mas também pode ser utilizada como isca para pesca.
Aliger gigas está entre os recursos pesqueiros mais importantes do Mar do Caribe, alcançando um valor comercializado de trinta milhões de dólares americanos em 1992, e o dobro, sessenta milhões de dólares, em 2003. O peso total da carne de Aliger gigas, comercializada entre 1993 e 1998, alcançou 6 519 711 kg a 7 369 314 kg. Posteriormente, sua produção declinou para 3 131 599 kg em 2001. Dados sobre a importação de carne da concha-rainha pelos Estados Unidos mostram um número máximo de 1 832 000 kg, quase nove milhões de dólares americanos, importados no ano de 1998 para 387 000 kg, e cerca de três milhões e meio de dólares americanos, em 2009.

### Outros usos
A concha de Aliger gigas é popular como objeto de alto valor estético, dado seu tamanho e sua beleza, mas sua exportação é agora controlada e restringida pela CITES. Na contemporaneidade, conchas de Aliger gigas são aproveitadas principalmente em artesanato. Os espécimes são utilizados para produção de camafeus, pulseiras e lamparinas, entre outras coisas. Muito raramente (uma em cada 10 000 conchas-rainha), uma pérola de caramujo de coloração rosada é encontrada dentro do manto do animal. Estas pérolas são consideradas um atrativo para turistas, e as mais belas possuem valor como gemas preciosas e são utilizadas para a confecção de brincos e colares. Uma pérola de caramujo é uma concreção calcária não-nacarada, distinta de uma pérola de ostra, nacarada.

## Ameaças e conservação
Apenas as conchas-rainha sexualmente maduras são capazes de reproduzir-se, mas há quase a mesma quantia de carne em um indivíduo juvenil grande, quando comparado a um adulto. Em locais onde os adultos se tornaram raros, animais juvenis e subadultos são frequentemente coletados por pescadores antes de terem tido a chance de reproduzir-se. Em várias ilhas caribenhas, as conchas-rainha subadultas constituem a maior parte do pescado.
A abundância da concha-rainha tem declinado com o passar dos anos, como resultado de pescaria exacerbada e caça. As populações da espécie em Honduras, no Haiti e na República Dominicana, em particular, estão sendo exploradas em quantidades que podem ser não-sustentáveis (sobrepesca), e o comércio em vários países do Mar do Caribe é tido como provavelmente ou certamente não-sustentável. A pesca ilegal de Aliger gigas, sobretudo em águas estrangeiras e subsequente comércio ilegal internacional, é um problema amplo e comum na região. A International Queen Conch Initiative (Iniciativa Internacional da concha-rainha, em inglês) é uma tentativa de organizar a pescaria desta espécie, e tem um sítio eletrônico próprio.
Regulamentação
Aliger gigas é mencionado na CITES desde 1985 e está no seu Apêndice II desde 1992, por conta do contínuo declínio de suas populações e, portanto,  sua comercialização é estritamente regulamentada. Nos Estados Unidos, toda a pesca de conchas-rainha é proibida na Flórida e águas federais adjacentes. Não existe qualquer organização internacional de manejo da pesca dessa espécie no Mar do Caribe. Todavia, em Porto Rico e nas Ilhas Virgens, a concha-rainha está regulamentada sob os auspícios do Conselho Caribenho de Manejo da Pesca (CFMC).
Em 1990, a Convenção para a Proteção e Desenvolvimento do Ambiente Marinho da Região do Caribe (Convenção de Cartagena) incluiu a concha-rainha no Anexo II de seu Protocolo Sobre Áreas Especialmente Protegidas e Vida Selvagem (protocolo SPAW) como uma espécie que pode ser utilizada racionalmente e de modo sustentável, e que requer medidas de proteção. Isto levou os norte-americanos a proporem a adição desta espécie no Apêndice II da CITES em 1992, e Aliger gigas tornou-se o primeiro produto de pescaria de larga escala a ser regulamentado pela CITES. Desde 1995, a CITES tem revisado o status biológico e comercial da concha-rainha através de seu sistema de Revisão de Comércio Significativo (Significant Trade Review, em inglês). Este sistema é utilizado quando existe preocupação quanto aos níveis de comércio de espécies presentes no Apêndice II. Baseado na revisão de 2003, a CITES recomendou que todos os países proibissem a importação da concha-rainha de Honduras, Haiti e da República Dominicana (veja Standing Committee Recommendations da CITES). Aliger gigas continua disponível em outros países caribenhos, incluindo Jamaica e as ilhas Turcas e Caicos, que possuem um eficiente manejo de sua pescaria.

## Galeria de imagens

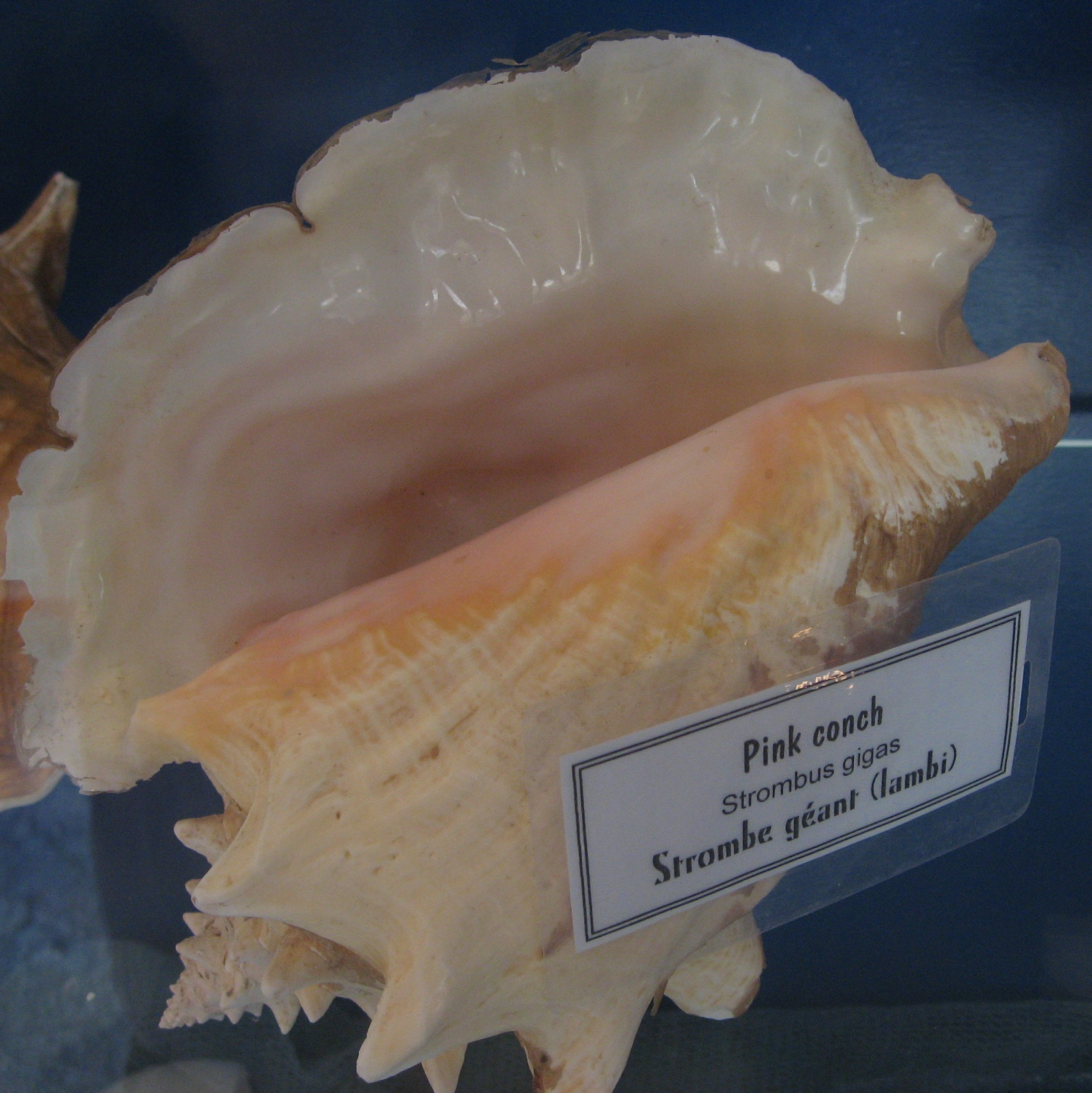
Foto de uma concha real de A. gigas, exposta em Guadalupe.
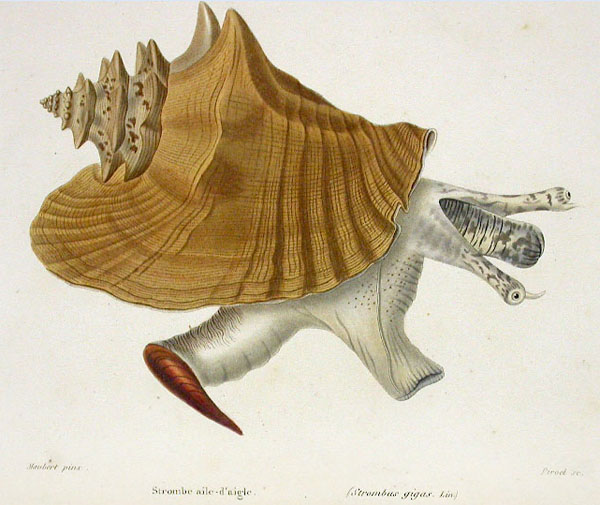
Ilustração colorida de A. gigas por Louis Charles Kiener, 1834.
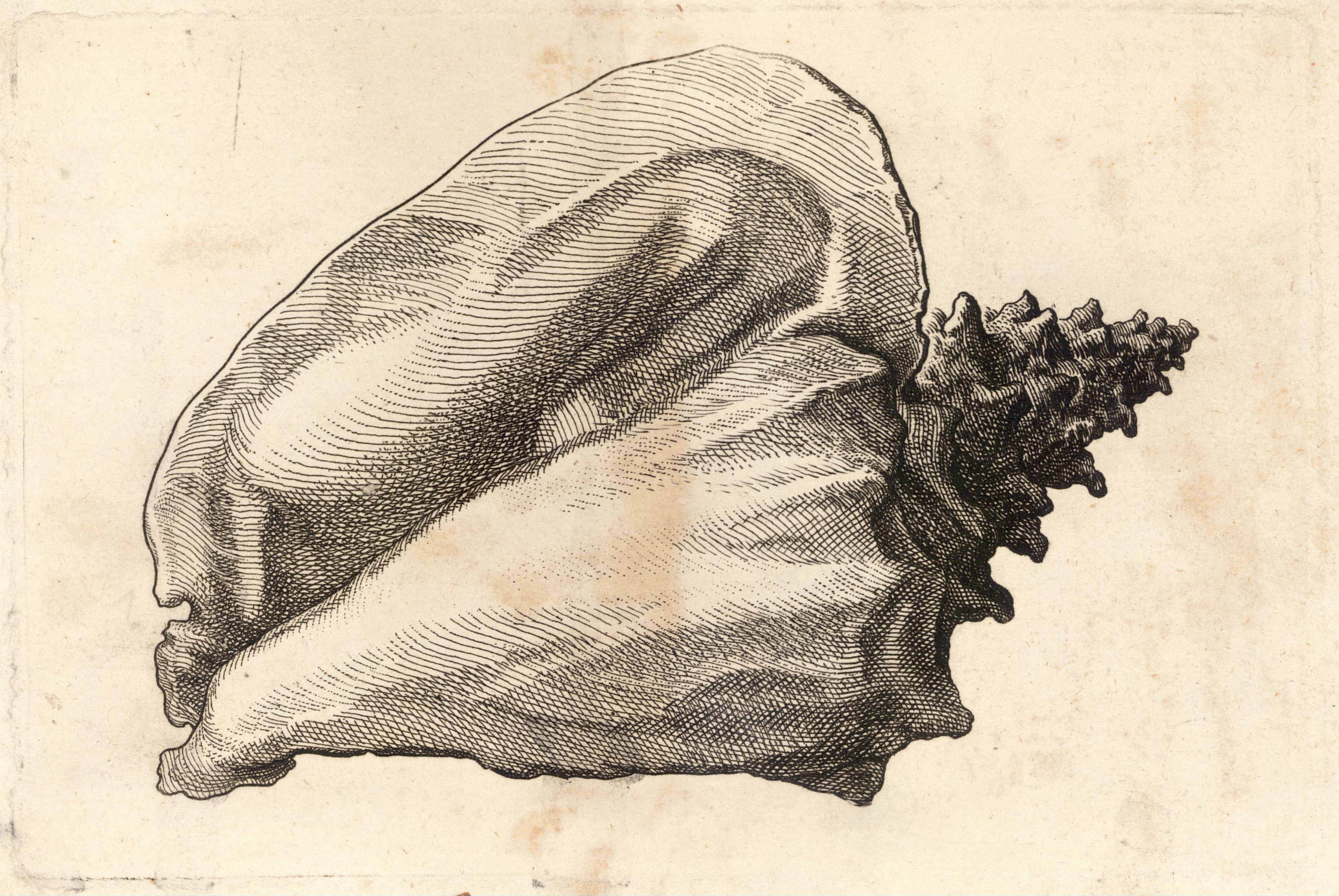
Ilustração da concha de A. gigas; do século XVII.
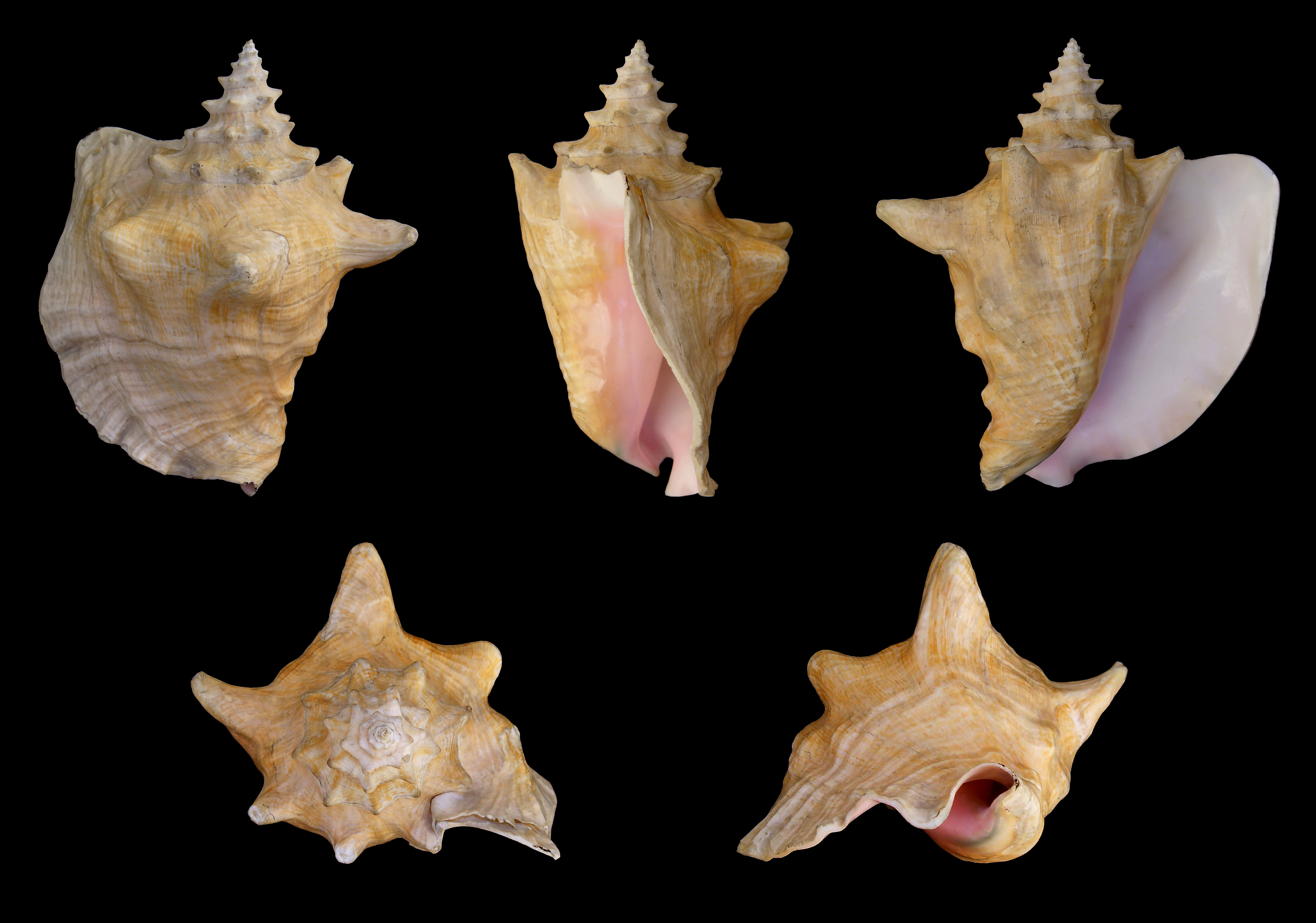
Cinco vistas de uma concha de A. gigas.